# Dương Văn Đức (Cừu Trì)
Dương Văn Đức (chữ Hán: 杨文德, ? – 454), người dân tộc Đê, thủ lĩnh nước Cừu Trì vào đời Nam Bắc triều, tại vị trong khoảng thời gian 443 ÷ 450. Do Cừu Trì đã bị Bắc Ngụy chiếm mất, ông chỉ còn là thủ lĩnh trên danh nghĩa, luôn chịu sự khống chế của chánh quyền Lưu Tống.

## Cuộc đời và sự nghiệp
Văn Đức là con trai thủ lĩnh Dương Huyền, em trai của thủ lĩnh Dương Bảo Tông. Năm 442, quân Lưu Tống chiếm Cừu Trì, thủ lĩnh Dương Nan Đương đầu hàng Bắc Ngụy. Bắc Ngụy Thái Vũ đế hạ chiếu đem con em họ Dương về Bình Thành, giữa đường Văn Đức trốn đến Lạc Cốc gặp Bảo Tông, khuyên anh trai phản Ngụy tự lập. Tướng Ngụy là Thác Bạt Tề phát giác, lừa bắt Bảo Tông đưa về Bình Thành giết chết. Các tướng cũ của Cừu Trì là Trấn đông tư mã Phù Đạt, Chinh tây tòng sự trung lang Nhiệm Phỉ khởi binh phù lập Văn Đức làm thủ lĩnh, chiếm cứ Bạch Nhai, chia quân đánh lấy các đồn thú, tiến vây Cừu Trì. Văn Đức tự xưng Chinh tây tướng quân, Tần, Hà, Lương 3 châu mục, Cừu Trì công.
Trước sức ép của Bắc Ngụy, Văn Đức sai sứ cầu viện nhà Lưu Tống, được Lưu Tống Văn đế phong làm Đô đốc Bắc Tần, Ung 2 châu chư quân sự, Chinh tây đại tướng quân, Bắc Tần Châu thứ sử, Vũ Đô vương. Văn Đức đồn trú thành Gia Lô, lấy Nhiệm Phỉ làm Tả tư mã, phần lớn người Đê ở Vũ Đô, Âm Bình quy phụ ông. Tháng 11 ÂL, Văn Đức cùng tướng Tống là Khương Đạo Thịnh tiến đánh quân Ngụy ở Trọc Thủy, thất bại, Đạo Thịnh tử trận.
Năm 448, quân Ngụy chiếm Gia Lô, Văn Đức chạy về Hán Trung, bị Vũ Lăng vương Lưu Tuấn bắt về Kiến Khang, chịu miễn quan, mất tước hiệu và đất phong.
Năm 450, Văn Đức nhận chức Phụ quốc tướng quân, đưa quân từ Hán Trung tây tiến, người họ hàng của ông là Dương Cao soái lãnh người Đê ở Âm Bình, Bình Vũ giữ Đường Lỗ Kiều chống lại. Văn Đức soái thủy lục cùng tiến, đại phá quân địch, Cao chạy đến chỗ của người Khương. Văn Đức đuổi đến Lê Ngang Lĩnh, Cao một mình chạy vào nhà người Khương là Cừu A Nhược, ông bắt được đem chém, dẹp xong Âm Bình, Bình Vũ. Sau đó, Lương, Nam Tần 2 châu thứ sử Lưu Tú Chi sai Văn Đức đi đánh bộ lạc Đạm Đề (dân tộc Đê), không thắng; bị Tú Chi bắt giải đến Kinh Châu.
Năm 454, Kinh Châu thứ sử, Nam Quận vương Lưu Nghĩa Tuyên làm phản, Văn Đức không theo nên bị giết, được Lưu Tống Hiếu Vũ đế truy tặng Chinh lỗ tướng quân, Tần Châu thứ sử.